# Anobrium simplicis
Anobrium simplicis là một loài bọ cánh cứng trong họ Cerambycidae.